# Jensen Huang

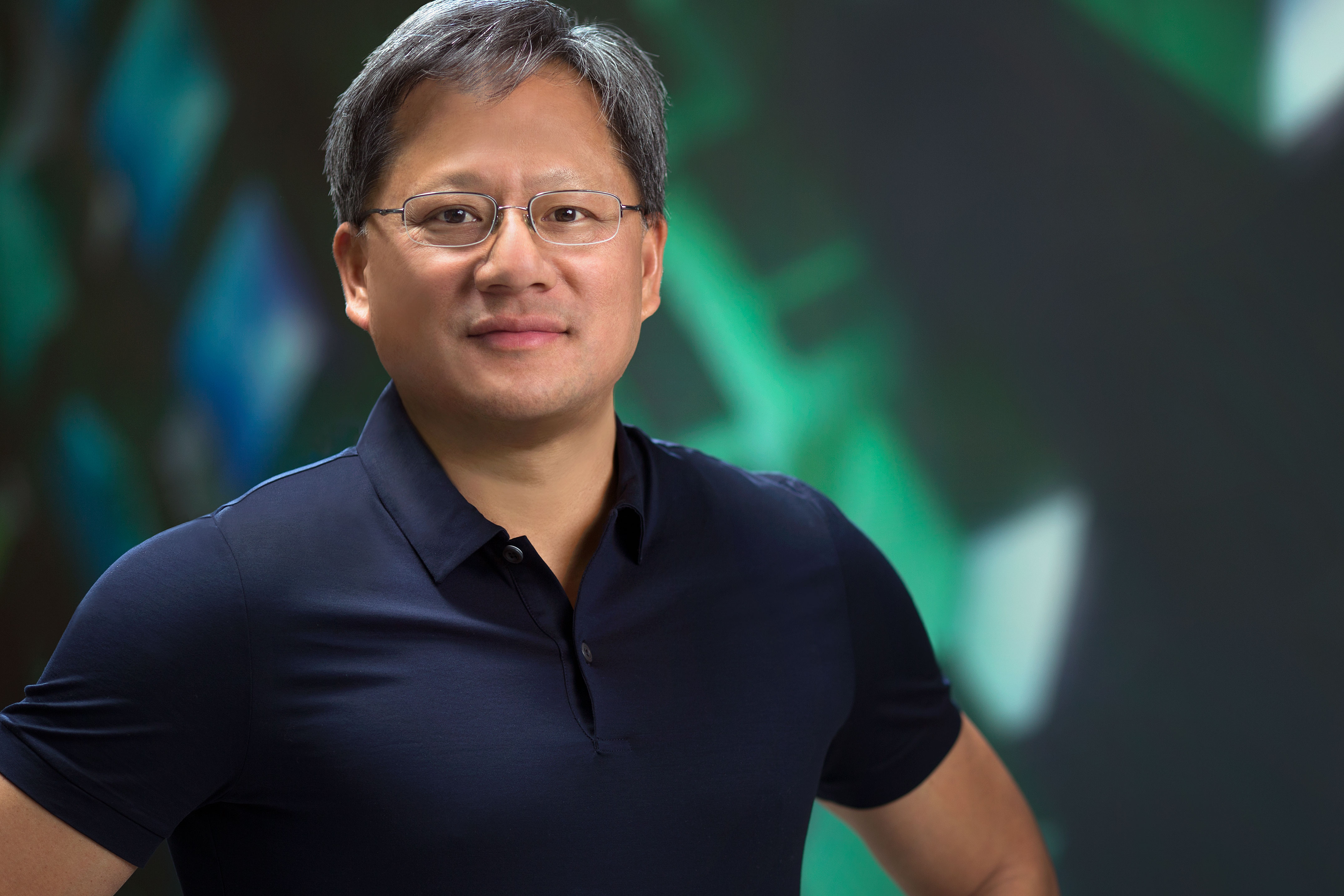
Jen-Hsun Huang, oktober 2014.

Jen-Hsun "Jensen" Huang (kinesiska: 黃仁勳; pinyin: Huáng Rénxūn), född 17 februari 1963, är en taiwanesisk-amerikansk entreprenör och affärsman. Han grundade grafikprocessor-företaget Nvidia 1993 och fungerar som dess ordförande och VD. Huang tog examen vid Oregon State University innan han flyttade till Kalifornien där han tog examen vid Stanford University. Det var också för att passa in i en amerikansk kontext som han som barn bytte namn till "Jensen", en amerikansk variant på hans egentliga efternamn Jen-Hsun